# Folayegbe Akintunde-Ighodalo
Folayegbe Akintunde-Ighodalo (17 décembre 1923 - 14 février 2005) est une fonctionnaire et militante nigériane. Elle est, le 3 avril 1968, la première femme à devenir secrétaire permanente au Nigeria .

## Biographie

### Origines et Éducations
Felicity Akintunde est née le 17 décembre 1923, à Okeigbo, dans l'État d'Ondo. Sa famille élargie croyait en la religion traditionnelle yoruba, et certains en l'islam, tandis que ses parents étaient chrétiens. Elle a d'abord fait ses études au Nigeria, où elle avait l'ambition d'aller à l'université et d'obtenir un grade. Elle obtient son diplôme d'enseignante en 1943 et enseigne jusqu'en 1948. Elle est ensuite autorisée à voyager à Londres pour un an, où elle doit se contenter d'un diplôme, et non d'un grade, de l'Institute of Education qui fait partie de l'Université de Londres .

### Militantisme
À Londres, elle s'intéresse à la politique étudiante et particulièrement à celle de l'Union des étudiants d'Afrique de l'Ouest où elle est élue deuxième femme vice-présidente en 1953. La même année, elle est élue présidente fondatrice de la Ligue des femmes nigérianes de Grande-Bretagne. Son nouveau poste l'amena à assister à des conférences de partis politiques britanniques où elle noue de nouvelles relations et rencontre Margaret Ekpo et Comfort Tanimowo Ogunlesi lors de leurs visites à Londres pour participer à la négociation de la nouvelle constitution du Nigeria. Elles étaient les deux seules femmes nigérianes à participer à cette étape importante de la création d’un Nigéria indépendant. Elle est particulièrement aidée par son amitié avec la socialiste et féministe Mary Sutherland .
Elle rejette son prénom Felicia et adopte son deuxième prénom, le nom yoruba Folayegbe et son diminutif Fola. Elle abandonne ses cours et son accord avec son organisme de financement et prend un emploi à la Poste. Avec son salaire, elle finance elle-même ses études. En juin 1954, elle obtient, en Économie, le grade qu'elle ambitionne. Elle se marie, donne naissance à son premier enfant et est recrutée pour aider à la nigérianisation du Nord du Nigeria . Elle connaît quelques différends avec les cadres britanniques de la fonction publique mais travaille dans plusieurs ministères .

### Parcours professionnel
En 1968, elle est la première femme à occuper le poste de secrétaire permanente dans la fonction publique nigériane. Elle est active dans de nombreuses organisations féminines, même si son travail dans la fonction publique l'empêche de prendre la direction de ces organisations avant sa retraite. Après sa retraite, elle est plus active et lance également une ferme avicole qui est devenue une entreprise importante. Elle est directrice de Nigeria Airways et d'autres sociétés et fait partie d'une commission d'enquête sur la violence des étudiants .
En 2001, LaRay Denzer écrit sa biographie, Folayegbe M. Akintunde-Ighodalo : a public life (en français, une vie publique) . Akintunde-Ighodalo est décédée en 2005, à l'âge de 82 ans.